# Макаров Артур Сергійович
Макаров Артур Сергійович — російський сценарист, письменник.
Народився 1931 р. Виховувся в родині Т. Макарової (її племінник). Трагічно загинув 3 жовтня 1995 р. в Москві. Закінчив Ленінградський літературний інститут (1952).
Автор понад 25 кіносценаріїв, зокрема українського фільму «Один шанс із тисячі» (1968, у співавт.). Йому присвячено стрічку «Справа Артура Макарова» (2000).